# Bahr el Gazel Sud
Bahr el Ghazel Sud là một tỉnh của Chad ở vùng Bahr el Ghazel, một vùng của Chad với thủ phủ là Moussoro.

## Hành chính
Tỉnh gồm 3 phó tỉnh (sous-préfectures):
- Amsilep
- Michemiré
- Moussoro